# Eddie Kramer

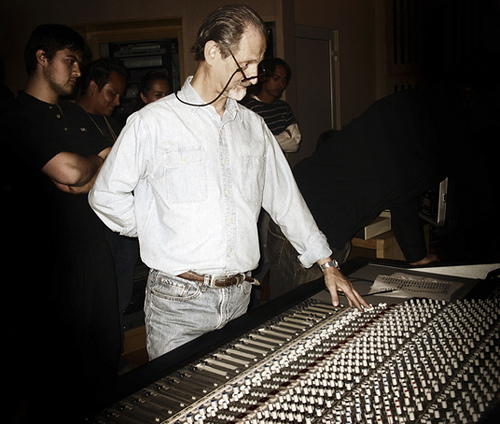
Eddie Kramer

Eddie Kramer (Kaapstad, 1942) is een vermaard Amerikaans geluidstechnicus en producer die gewerkt heeft met bands en artiesten als Kiss, Led Zeppelin, Jimi Hendrix, The Beatles, The Rolling Stones, David Bowie, Peter Frampton, Curtis Mayfield, Santana, Anthrax en Carly Simon.

## Werk als producer
Een selectie van door Eddie Kramer geproduceerde albums:
- 1971: Carly Simon – Carly Simon
- 1971: Jimi Hendrix – Cry of Love
- 1972: NRBQ – Scraps
- 1973: NRBQ – Workshop
- 1973: Stories – About Us
- 1974: Spooky Tooth – Mirror
- 1975: Kiss – Alive!
- 1976: Kiss – Rock and Roll Over
- 1976: Mott the Hoople – Shouting and Pointing
- 1977: Kiss – Alive II
- 1977: Brownsville Station – Brownsville Station
- 1977: Kiss – Love Gun
- 1978: Ace Frehley – Ace Frehley
- 1979: Twisted Sister – Demo & I'll Never Grow Up Now Single
- 1981: Michael Stanley – North Coast
- 1982: Peter Frampton – The Art of Control
- 1983: Fastway – Fastway
- 1983: NRBQ – Tapdancin’ Bats
- 1987: Anthrax – Among the Living
- 1987: Ace Frehley – Frehley’s Comet
- 1987: Fastway – Trick or Treat
- 1989: Ace Frehley – Trouble Walkin’
- 1990: Robin Trower – In the Line of Fire
- 1993: Kiss – Alive III
- 1994: Buddy Guy – Slippin’ In
- 1995: John McLaughlin – Promise
- 1996: Carl Perkins – Go Cat Go!
- 1996: Buddy Guy – Live: The Real Deal
- 1998: Brian May – Another World

## Werk als technicus
Een selectie van albums waaraan Eddie Kramer als geluidstechnicus een bijdrage heeft geleverd:
- 1967: Jimi Hendrix – Are you experienced?
- 1967: Jimi Hendrix – Axis: Bold as Love
- 1967: Traffic – Mr. Fantasy
- 1968: Jimi Hendrix – Electric Ladyland
- 1968: Graham Gouldman – The Graham Gouldman Thing
- 1968: Family – Music in a Doll's House
- 1968: Blue Cheer – OutsideInside
- 1968: Traffic – Traffic
- 1969: John Mayall – Empty Rooms
- 1969: Led Zeppelin – Led Zeppelin II
- 1969: The Nice – Nice
- 1969: John Mayall – Turning Point
- 1970: Jimi Hendrix – Band of Gypsys
- 1970: The Nice – Five Bridges
- 1970: Led Zeppelin – Led Zeppelin III
- 1971: Curtis Mayfield – Curtis/Live!
- 1971: John Sebastian – Four of Us
- 1971: Humble Pie – Performance Rockin' the Fillmore
- 1972: John Mayall – Jazz Blues Fusion
- 1973: Peter Frampton – Frampton's Camel
- 1973: Led Zeppelin – Houses of the Holy
- 1973: Derek and the Dominos – In Concert
- 1975: Led Zeppelin – Physical Graffiti
- 1976: Peter Frampton – Frampton Comes Alive!
- 1982: Led Zeppelin – Coda

Portaal · Categorie